# Anatoli Djatlov
Anatoli Stepanovitsj Djatlov (Russisch: Анатолий Степанович Дятлов) (Atamanovo, 3 maart 1931 – 13 december 1995) was een Russisch adjunct-hoofdingenieur van de kerncentrale te Tsjernobyl, Oekraïne in de toenmalige Sovjet-Unie. Djatlov was de leidinggevende over reactor 4 ten tijde van de Kernramp van Tsjernobyl op 26 april 1986. Djatlov werd door de rechterlijke macht van de Sovjet-Unie beschouwd als de hoofdschuldige, vanwege het negeren van veiligheidsvoorschriften, voor het creëren van de superkritische omstandigheden in de kernreactor waardoor er overdruk ontstond in het kernreactorvat, deze openknalde waarbij het reactorgebouw deels werd vernietigd en brokken radioactieve splijtstof in de omgeving van de centrale terecht kwam en er vervolgens sprake was van een gedeeltelijke kernsmelting. Hiervoor werd Djatlov in 1987 veroordeeld tot tien jaar gevangenisstraf, maar hem werd in 1990 amnestie verleend vanwege zijn broze gezondheid. In de jaren na de kernramp is het aandeel van Djatlov in de ramp genuanceerd waardoor hij deels wordt gerehabiliteerd.

## Biografie

### Vroege leven
Djatlov is geboren als boerenzoon op 3 maart 1931 in het dorp Atamanovo nabij de rivier de Jenisej, gelegen in de zuidelijke rajon Novokoeznetski van de kraj Krasnojarsk in Rusland in de toenmalige Sovjet-Unie. Op veertienjarige leeftijd ging hij naar de ambachtsschool te Norilsk waarna hij heeft gewerkt als elektricien alvorens hij werd toegelaten tot het Technisch Natuurkundig Instituut in Moskou, de tegenwoordige Nationale Nucleaire Onderzoeksuniversiteit. Nadat hij daar was afgestudeerd ging hij werken voor een scheepswerf van de marine in Komsomolsk aan de Amoer waar hij kernreactors installeerde in onderzeeërs. Tijdens een ongeval ontving hij 200 rem (2 Sv), een dosis die milde stralingsziekte veroorzaakt.

### Tsjernobyl

#### Experiment
In 1973 verhuisde Djatlov naar Pripjat in het hedendaagse Oekraïne om aldaar te gaan werken bij de recent opgeleverde kerncentrale. Door zijn ervaring op de marinescheepswerf in Komsomolsk aan de Amoer was hij een van de drie leidinggevenden. Hij had de leiding over reactor drie en vier. Net na middernacht op 26 april 1986 voerde Djatlov, toen inmiddels adjunct-hoofdingenieur, een niet vooraf aangekondigd experiment uit met reactor 4 in opdracht van de Sovjet-autoriteiten. Het experiment diende om na te gaan of de kerncentrale kon functioneren op de elektriciteit, opgewekt door de turbines van de centrale zelf, als de elektriciteit werd afgesloten. De autoriteiten hoopten dat de centrale dan toch in bedrijf zou kunnen blijven bij eventuele stroomuitval. Tijdens dit experiment drukte een van de ondergeschikten op de uitschakelknop van de reactie, waardoor de kernreactor nagenoeg uitschakelde. Omdat kernreactoren ónder een bepaald vermogen last krijgen van xenonopbouw, die opnieuw opstarten binnen 3 dagen verhindert, had het experiment stilgelegd moeten worden. In plaats daarvan probeerde men door het lichten van regelstaven en later 20 van de 26 veiligheidsstaven, tegen alle protocollen in, de reactor weer op gang te krijgen. Dit resulteerde in een instabiele reactor, onbeheersbare hitteontwikkeling en uiteindelijk de Kernramp van Tsjernobyl.

#### Kernramp en gevangenisstraf
Tijdens en kort na de explosie kwamen in korte tijd na de ontploffing 31 mensen te overlijden waaronder twee kerncentralemedewerkers en 29 brandweerlieden door stralingsziekte. Aanvankelijk weigerde Djatlov te geloven dat de reactor was ontploft, doch volgens ooggetuigen gedroeg hij zich irrationeel en gespannen. Hij gaf twee medewerkers de opdracht de regelstaven handmatig terug in de reactor te laten zakken. Omdat de reactor was ontploft, was dit een zinloze opgave. In latere rapporten kwam naar boven dat Djatlov sommige personeelsleden onder druk had gezet om, ondanks verbale protesten, toch het onverwachte experiment uit te voeren door te dreigen met ontslag voor hen die niet zouden doorgaan met de test. Gedurende de ramp werd Djatlov zelf blootgesteld aan 390 rem (of 3,9 Sv), wat in 50% van de gevallen tot de dood leidt. Djatlov leed enige tijd onder stralingsziekte maar overleefde. Samen met de directeur van de kerncentrale Viktor Brjoechanov en hoofdingenieur Nikolaj Fomin werd hij in 1987 veroordeeld tot 10 jaar gevangenisstraf wegens het negeren van veiligheidsvoorschriften. Een onbekend aantal mensen is in de jaren na de ramp overleden aan door ioniserende straling veroorzaakte kankers.

#### Amnestie en gedeeltelijke rehabilitatie
Na drie jaar, in 1990, werd Djatlov amnestie verleend vanwege zijn broze gezondheid. Hij schreef een boek, getiteld: Hoe het was (Russisch: Как это было / Kak eto bylo), waarin hij aangaf dat de kernramp niet een direct gevolg was van het handelen van het personeel, maar van een ontwerpfout in de reactor. Tevens schreef hij dat hij door de Sovjet-Unie als zondebok is neergezet om alle schuld voor de ramp te dragen. Later is bekend geworden dat het ontwerp van de centrale een aantal kritieke fouten in zich had, waaronder de grafietenpunten van de regelstaven, dat tot aan de rechtszitting als geclassificeerde informatie werd beschouwd en het inferieure veiligheidssysteem dat niet in werking trad bij verkeerde beslissingen of onvoorziene omstandigheden. Een ontploffing in de turbinehal van reactor twee op 11 oktober 1991 door kortsluiting in een turbine bevestigt dat het veiligheidssysteem niet afdoende functioneerde. Tijdens de rechtszitting kwam naar voren dat het personeel, dat de onverwachte test moest gaan uitvoeren, daarvoor onvoldoende was getraind. De algemene consensus is dat Djatlov diverse veiligheidsvoorschriften niet heeft gevolgd maar dat hem ook cruciale informatie met betrekking tot de kernreactor is onthouden waardoor hij niet adequaat kon reageren op een buitengewone situatie zoals die ontstond tijdens het experiment.

### Overlijden
Op 13 december 1995 overleed Djatlov aan een hartinfarct. Zijn hartinfarct was een direct gevolg van de stralingsziekte waar hij nog altijd mee kampte. Het is waarschijnlijk, maar niet zeker, dat Djatlov is gestorven in Kiev. Anatoli Stepanovitsj Djatlov is 64 jaar oud geworden.

## HBO's mini-serieChernobyl
In de mini-serie Chernobyl wordt Djatlov vertolkt door Brits acteur Paul Ritter.